# Campeonato da Europa de Atletismo de 2018 - Heptatlo feminino
A prova do heptatlo feminino do Campeonato da Europa de Atletismo de 2018 foi disputada entre os dias  9 e 10 de agosto de 2018 no Estádio Olímpico de Berlim em Berlim,  na Alemanha. 

## Recordes
Antes desta competição, os recordes mundiais e do campeonato nesta prova eram os seguintes:
|                       | Nome                 | Nacionalidade  | Pontos | Local     | Data                   |
| --------------------- | -------------------- | -------------- | ------ | --------- | ---------------------- |
| Recorde mundial       | Jackie Joyner-Kersee | Estados Unidos | 7291   | Seul      | 24 de setembro de 1988 |
| Recorde do campeonato | Jessica Ennis        | Reino Unido    | 6823   | Barcelona | 31 de julho de 2010    |
| Recorde europeu       | Carolina Klüft       | Suécia         | 7032   | Osaka     | 26 de maio de 2007     |

## Medalhistas
| Ouro                   | Prata                           | Bronze                |
| Nafissatou Thiam (BEL) | Katarina Johnson-Thompson (GBR) | Carolin Schäfer (GER) |

## Cronograma
Todos os horários são locais (UTC+2)
| Data         | Horário | Fase                     |
| ------------ | ------- | ------------------------ |
| 9 de agosto  | 10:00   | 100 metros com barreiras |
| 9 de agosto  | 10:50   | Salto em altura          |
| 9 de agosto  | 19:15   | Arremesso de peso        |
| 9 de agosto  | 20:30   | 200 metros               |
| 10 de agosto | 10:50   | Salto em distância       |
| 10 de agosto | 12:50   | Lançamento de dardo      |
| 10 de agosto | 20:20   | 800 metros               |

## Resultados

### 100 metros com barreiras
| Posição | Bateria | Atleta                    | Nacionalidade | Tempo | Notas                | Pontos |
| ------- | ------- | ------------------------- | ------------- | ----- | -------------------- | ------ |
| 1       | 4       | Louisa Grauvogel          | Alemanha      | 12.97 |                      | 1129   |
| 2       | 4       | Kateřina Cachová          | Chéquia       | 13.29 | =                    | 1081   |
| 3       | 4       | Carolin Schäfer           | Alemanha      | 13.33 |                      | 1075   |
| 4       | 4       | Katarina Johnson-Thompson | Grã-Bretanha  | 13.34 | Recorde da temporada | 1074   |
| 5       | 4       | Grit Šadeiko              | Estónia       | 13.37 | Recorde da temporada | 1069   |
| 6       | 4       | Esther Turpin             | França        | 13.45 |                      | 1058   |
| 7       | 4       | Anouk Vetter              | Países Baixos | 13.55 |                      | 1043   |
| 8       | 3       | Verena Preiner            | Áustria       | 13.58 |                      | 1039   |
| 9       | 3       | Maria Huntington          | Finlândia     | 13.61 |                      | 1034   |
| 10      | 3       | Xénia Krizsán             | Hungria       | 13.64 | Recorde da temporada | 1030   |
| 11      | 3       | Mareike Arndt             | Alemanha      | 13.64 |                      | 1030   |
| 11      | 3       | Ivona Dadic               | Áustria       | 13.66 |                      | 1027   |
| 13      | 3       | Rimma Hordiyenko          | Ucrânia       | 13.68 |                      | 1024   |
| 14      | 4       | Nafissatou Thiam          | Bélgica       | 13.69 | Recorde pessoal      | 1023   |
| 15      | 2       | Diane Marie-Hardy         | França        | 13.85 |                      | 1000   |
| 16      | 2       | Géraldine Ruckstuhl       | Suíça         | 13.90 | Recorde da temporada | 993    |
| 17      | 2       | Györgyi Zsivoczky-Farkas  | Hungria       | 13.91 |                      | 991    |
| 18      | 2       | Lucia Vadlejch            | Eslováquia    | 13.98 | Recorde da temporada | 981    |
| 19      | 1       | Mari Klaup                | Estónia       | 14.00 | Recorde da temporada | 978    |
| 20      | 2       | Hanne Maudens             | Bélgica       | 14.04 |                      | 973    |
| 21      | 1       | Noor Vidts                | Bélgica       | 14.08 | Recorde da temporada | 967    |
| 22      | 2       | Carmen Ramos              | Espanha       | 14.18 |                      | 953    |
| 23      | 3       | Lecabela Quaresma         | Portugal      | 14.19 |                      | 952    |
| 24      | 2       | Annik Kälin               | Suíça         | 14.22 |                      | 947    |
| 25      | 1       | Alina Shukh               | Ucrânia       | 14.42 |                      | 920    |
| 26      | 1       | Sarah Lagger              | Áustria       | 14.46 |                      | 914    |
| 27      | 1       | Daryna Sloboda            | Ucrânia       | 14.46 | Recorde da temporada | 914    |
| 28      | 1       | Lisa Linnel               | Suécia        | 14.66 |                      | 887    |
| 29      | 1       | Bianca Salming            | Suécia        | 14.69 | Recorde da temporada | 883    |

### Salto em altura
| Posição | Grupo | Atleta                    | Nacionalidade | 1.55 | 1.58 | 1.61 | 1.64 | 1.67 | 1.70 | 1.73 | 1.76 | 1.79 | 1.82 | 1.85 | 1.88 | 1.91 | 1.94 | Resultado | Pontos | Notas                | Total |
| ------- | ----- | ------------------------- | ------------- | ---- | ---- | ---- | ---- | ---- | ---- | ---- | ---- | ---- | ---- | ---- | ---- | ---- | ---- | --------- | ------ | -------------------- | ----- |
| 1       | A     | Katarina Johnson-Thompson | Grã-Bretanha  | –    | –    | –    | –    | –    | –    | –    | –    | –    | o    | o    | o    | o    | xxx  | 1.91      | 1119   | =                    | 2193  |
| 1       | A     | Nafissatou Thiam          | Bélgica       | –    | –    | –    | –    | –    | –    | –    | –    | –    | –    | o    | o    | o    | xxx  | 1.91      | 1119   |                      | 2142  |
| 3       | A     | Kateřina Cachová          | Chéquia       | –    | –    | –    | o    | o    | xo   | o    | xo   | o    | xo   | xo   | xxx  |      |      | 1.85      | 1041   | =                    | 2122  |
| 4       | A     | Bianca Salming            | Suécia        | –    | –    | –    | –    | –    | o    | o    | o    | o    | o    | xxx  |      |      |      | 1.82      | 1003   |                      | 1886  |
| 5       | A     | Ivona Dadic               | Áustria       | –    | –    | –    | o    | o    | o    | o    | xo   | o    | o    | xxx  |      |      |      | 1.82      | 1003   | Recorde da temporada | 2030  |
| 6       | A     | Xénia Krizsán             | Hungria       | –    | –    | –    | –    | o    | o    | o    | o    | o    | xxx  |      |      |      |      | 1.79      | 966    | =                    | 1996  |
| 6       | A     | Carolin Schäfer           | Alemanha      | –    | –    | –    | –    | –    | o    | o    | o    | o    | xxx  |      |      |      |      | 1.79      | 966    |                      | 2041  |
| 8       | A     | Rimma Hordiyenko          | Ucrânia       | –    | –    | –    | o    | o    | o    | o    | xo   | o    | xxx  |      |      |      |      | 1.79      | 966    |                      | 1990  |
| 9       | B     | Lisa Linnel               | Suécia        | –    | –    | –    | –    | xo   | o    | xxo  | xo   | xo   | xxx  |      |      |      |      | 1.79      | 966    | Recorde pessoal      | 1853  |
| 10      | A     | Maria Huntington          | Finlândia     | –    | –    | –    | o    | o    | o    | o    | o    | xxo  | xxx  |      |      |      |      | 1.79      | 966    |                      | 2000  |
| 10      | B     | Lecabela Quaresma         | Portugal      | –    | –    | –    | o    | o    | o    | o    | o    | xxo  | xxx  |      |      |      |      | 1.79      | 966    | Recorde da temporada | 1918  |
| 10      | A     | Géraldine Ruckstuhl       | Suíça         | –    | –    | –    | –    | –    | o    | o    | o    | xxo  | xxx  |      |      |      |      | 1.79      | 966    | Recorde da temporada | 1959  |
| 10      | B     | Noor Vidts                | Bélgica       | –    | –    | –    | o    | o    | o    | o    | o    | xxo  | xxx  |      |      |      |      | 1.79      | 966    | Recorde da temporada | 1933  |
| 14      | B     | Esther Turpin             | França        | –    | –    | –    | o    | o    | o    | o    | xo   | xxo  | xxx  |      |      |      |      | 1.79      | 966    | Recorde pessoal      | 2024  |
| 15      | B     | Anouk Vetter              | Países Baixos | –    | –    | –    | –    | o    | o    | o    | o    | xxx  |      |      |      |      |      | 1.76      | 928    | Recorde da temporada | 1971  |
| 15      | A     | Györgyi Zsivoczky-Farkas  | Hungria       | –    | –    | –    | o    | o    | o    | o    | o    | xxx  |      |      |      |      |      | 1.76      | 928    |                      | 1919  |
| 17      | A     | Daryna Sloboda            | Ucrânia       | –    | –    | –    | o    | o    | o    | o    | xo   | xxx  |      |      |      |      |      | 1.76      | 928    |                      | 1842  |
| 18      | A     | Alina Shukh               | Ucrânia       | –    | –    | –    | –    | o    | xo   | o    | xo   | xxx  |      |      |      |      |      | 1.76      | 928    |                      | 1848  |
| 19      | B     | Louisa Grauvogel          | Alemanha      | –    | –    | –    | o    | o    | o    | xxo  | xo   | xxx  |      |      |      |      |      | 1.76      | 928    | Recorde pessoal      | 2057  |
| 20      | B     | Sarah Lagger              | Áustria       | –    | –    | –    | o    | o    | o    | o    | xxo  | xxx  |      |      |      |      |      | 1.76      | 928    |                      | 1842  |
| 21      | B     | Verena Preiner            | Áustria       | –    | –    | o    | o    | o    | o    | o    | xxx  |      |      |      |      |      |      | 1.73      | 891    | Recorde da temporada | 1930  |
| 22      | A     | Mari Klaup                | Estónia       | –    | –    | –    | o    | xo   | o    | o    | xxx  |      |      |      |      |      |      | 1.73      | 891    |                      | 1869  |
| 23      | A     | Hanne Maudens             | Bélgica       | –    | –    | –    | –    | o    | o    | xo   | xxx  |      |      |      |      |      |      | 1.73      | 891    |                      | 1864  |
| 24      | B     | Grit Šadeiko              | Estónia       | –    | –    | –    | o    | xo   | xo   | xo   | xxx  |      |      |      |      |      |      | 1.73      | 891    |                      | 1960  |
| 25      | B     | Annik Kälin               | Suíça         | –    | –    | –    | o    | o    | o    | xxx  |      |      |      |      |      |      |      | 1.70      | 855    |                      | 1802  |
| 26      | B     | Diane Marie-Hardy         | França        | –    | o    | o    | o    | xo   | xo   | xxx  |      |      |      |      |      |      |      | 1.70      | 855    | Recorde pessoal      | 1855  |
| 27      | B     | Lucia Vadlejch            | Eslováquia    | –    | o    | o    | o    | o    | xxx  |      |      |      |      |      |      |      |      | 1.67      | 818    |                      | 1799  |
| 28      | B     | Mareike Arndt             | Alemanha      | –    | o    | o    | o    | xxx  |      |      |      |      |      |      |      |      |      | 1.64      | 783    |                      | 1813  |
| 29      | B     | Carmen Ramos              | Espanha       | o    | o    | xxo  | xxx  |      |      |      |      |      |      |      |      |      |      | 1.61      | 747    |                      | 1700  |

### Arremesso de peso
| Posição | Grupo | Atleta                    | Nacionalidade | #1    | #2    | #3    | Resultado | Notas                | Pontos | Total |
| ------- | ----- | ------------------------- | ------------- | ----- | ----- | ----- | --------- | -------------------- | ------ | ----- |
| 1       | A     | Nafissatou Thiam          | Bélgica       | 14.81 | 14.82 | 15.35 | 15.35     | Recorde pessoal      | 884    | 3026  |
| 2       | A     | Anouk Vetter              | Países Baixos | 12.96 | 14.72 | 14.79 | 14.79     |                      | 847    | 2818  |
| 3       | A     | Mareike Arndt             | Alemanha      | 14.49 | x     | 14.65 | 14.65     |                      | 837    | 2650  |
| 4       | B     | Alina Shukh               | Ucrânia       | 14.43 | 13.61 | x     | 14.43     | Recorde pessoal      | 823    | 2671  |
| 5       | B     | Carolin Schäfer           | Alemanha      | 0\|x} | 13.20 | 14.12 | 14.12     | Recorde da temporada | 802    | 2843  |
| 6       | A     | Ivona Dadic               | Áustria       | 14.06 | 0\|x} | 13.78 | 14.06     |                      | 798    | 2828  |
| 7       | A     | Xénia Krizsán             | Hungria       | 13.92 | 13.98 | 13.99 | 13.99     |                      | 793    | 2789  |
| 8       | B     | Györgyi Zsivoczky-Farkas  | Hungria       | 13.79 | 13.54 | 13.96 | 13.96     |                      | 791    | 2710  |
| 9       | B     | Verena Preiner            | Áustria       | 13.65 | 13.56 | 13.76 | 13.76     |                      | 778    | 2708  |
| 10      | A     | Lecabela Quaresma         | Portugal      | 13.13 | x     | 13.64 | 13.64     |                      | 770    | 2688  |
| 11      | B     | Sarah Lagger              | Áustria       | 13.45 | 13.11 | 13.54 | 13.54     |                      | 763    | 2605  |
| 12      | B     | Daryna Sloboda            | Ucrânia       | 13.49 | x     | x     | 13.49     |                      | 760    | 2602  |
| 13      | B     | Bianca Salming            | Suécia        | x     | 13.41 | 13.31 | 13.41     |                      | 755    | 2641  |
| 14      | B     | Katarina Johnson-Thompson | Grã-Bretanha  | 12.59 | 13.09 | 12.47 | 13.09     | Recorde da temporada | 733    | 2926  |
| 15      | A     | Rimma Hordiyenko          | Ucrânia       | 12.66 | 12.96 | 13.00 | 13.00     |                      | 727    | 2717  |
| 16      | A     | Géraldine Ruckstuhl       | Suíça         | 12.94 | 12.66 | 12.96 | 12.96     |                      | 725    | 2684  |
| 17      | B     | Hanne Maudens             | Bélgica       | 12.90 | 12.17 | 12.43 | 12.90     |                      | 721    | 2585  |
| 18      | A     | Kateřina Cachová          | Chéquia       | 12.44 | 12.71 | 11.29 | 12.71     | Recorde da temporada | 708    | 2830  |
| 19      | B     | Diane Marie-Hardy         | França        | 12.14 | 12.66 | x     | 12.66     |                      | 705    | 2560  |
| 20      | B     | Carmen Ramos              | Espanha       | 12.54 | 12.29 | 12.35 | 12.54     |                      | 697    | 2397  |
| 21      | B     | Grit Šadeiko              | Estónia       | 12.50 | 12.35 | 12.22 | 12.50     |                      | 694    | 2654  |
| 22      | A     | Esther Turpin             | França        | 12.18 | 12.42 | x     | 12.42     |                      | 689    | 2713  |
| 23      | A     | Lisa Linnel               | Suécia        | 11.26 | 12.34 | 12.05 | 12.34     |                      | 684    | 2537  |
| 24      | A     | Maria Huntington          | Finlândia     | 11.49 | 12.14 | 11.87 | 12.14     |                      | 670    | 2670  |
| 25      | B     | Lucia Vadlejch            | Eslováquia    | 11.04 | 12.00 | 11.77 | 12.00     |                      | 661    | 2460  |
| 26      | A     | Louisa Grauvogel          | Alemanha      | x     | 11.97 | 11.87 | 11.97     |                      | 659    | 2716  |
| 27      | B     | Noor Vidts                | Bélgica       | 10.96 | 11.42 | 11.83 | 11.83     |                      | 650    | 2583  |
| 28      | A     | Mari Klaup                | Estónia       | 10.18 | 11.21 | 11.49 | 11.49     |                      | 627    | 2496  |
| 29      | B     | Annik Kälin               | Suíça         | 10.74 | 10.74 | 11.34 | 11.34     |                      | 618    | 2420  |

### 200 metros
| Posição | Bateria | Atleta                    | Nacionalidade | Tempo | Notas                | Pontos | Total |
| ------- | ------- | ------------------------- | ------------- | ----- | -------------------- | ------ | ----- |
| 1       | 4       | Katarina Johnson-Thompson | Grã-Bretanha  | 22.88 | Recorde pessoal      | 1091   | 4017  |
| 2       | 4       | Louisa Grauvogel          | Alemanha      | 23.10 | Recorde pessoal      | 1069   | 3785  |
| 3       | 4       | Mareike Arndt             | Alemanha      | 23.61 | Recorde pessoal      | 1018   | 3668  |
| 4       | 4       | Ivona Dadic               | Áustria       | 23.61 | Recorde pessoal      | 1018   | 3846  |
| 5       | 4       | Carolin Schäfer           | Alemanha      | 23.75 |                      | 1005   | 3848  |
| 6       | 4       | Anouk Vetter              | Países Baixos | 23.97 |                      | 984    | 3802  |
| 7       | 4       | Hanne Maudens             | Bélgica       | 24.10 | Recorde pessoal      | 971    | 3556  |
| 8       | 4       | Verena Preiner            | Áustria       | 24.12 |                      | 969    | 3677  |
| 9       | 3       | Lucia Vadlejch            | Eslováquia    | 24.20 | Recorde pessoal      | 962    | 3422  |
| 10      | 3       | Kateřina Cachová          | Chéquia       | 24.25 | Recorde da temporada | 957    | 3787  |
| 11      | 3       | Grit Šadeiko              | Estónia       | 24.61 |                      | 923    | 3577  |
| 12      | 3       | Noor Vidts                | Bélgica       | 24.80 |                      | 905    | 3488  |
| 13      | 3       | Nafissatou Thiam          | Bélgica       | 24.81 |                      | 904    | 3930  |
| 14      | 3       | Diane Marie-Hardy         | França        | 24.86 |                      | 900    | 3460  |
| 15      | 2       | Maria Huntington          | Finlândia     | 25.01 | Recorde pessoal      | 886    | 3556  |
| 16      | 2       | Géraldine Ruckstuhl       | Suíça         | 25.04 |                      | 883    | 3567  |
| 17      | 2       | Xénia Krizsán             | Hungria       | 25.05 |                      | 882    | 3671  |
| 18      | 2       | Annik Kälin               | Suíça         | 25.14 |                      | 874    | 3294  |
| 19      | 2       | Sarah Lagger              | Áustria       | 25.16 |                      | 872    | 3477  |
| 20      | 3       | Esther Turpin             | França        | 25.16 |                      | 872    | 3585  |
| 21      | 1       | Daryna Sloboda            | Ucrânia       | 25.16 | Recorde da temporada | 872    | 3474  |
| 22      | 2       | Carmen Ramos              | Espanha       | 25.18 |                      | 870    | 3267  |
| 23      | 2       | Rimma Hordiyenko          | Ucrânia       | 25.20 |                      | 869    | 3586  |
| 24      | 1       | Györgyi Zsivoczky-Farkas  | Hungria       | 25.56 |                      | 836    | 3546  |
| 25      | 1       | Lecabela Quaresma         | Portugal      | 25.61 |                      | 832    | 3520  |
| 26      | 1       | Lisa Linnel               | Suécia        | 26.14 |                      | 785    | 3322  |
| 27      | 1       | Mari Klaup                | Estónia       | 26.43 |                      | 760    | 3256  |
| 28      | 1       | Alina Shukh               | Ucrânia       | 26.57 |                      | 748    | 3419  |
| 29      | 1       | Bianca Salming            | Suécia        | 26.58 |                      | 747    | 3388  |

### Salto em distância
| Posição | Grupo | Atleta                    | Nacionalidade | #1   | #2   | #3   | Resultado | Notas                | Pontos | Total |
| ------- | ----- | ------------------------- | ------------- | ---- | ---- | ---- | --------- | -------------------- | ------ | ----- |
| 1       | A     | Katarina Johnson-Thompson | Grã-Bretanha  | 6.44 | x    | 6.68 | 6.68      |                      | 1066   | 5083  |
| 2       | A     | Nafissatou Thiam          | Bélgica       | 6.45 | x    | 6.60 | 6.60      |                      | 1040   | 4970  |
| 3       | A     | Hanne Maudens             | Bélgica       | 6.33 | 6.37 | 6.42 | 6.42      |                      | 981    | 4537  |
| 4       | A     | Kateřina Cachová          | Chéquia       | 6.09 | 6.36 | 6.22 | 6.36      | =                    | 962    | 4749  |
| 5       | A     | Ivona Dadic               | Áustria       | x    | 6.21 | 6.35 | 6.35      | Recorde da temporada | 959    | 4805  |
| 6       | A     | Anouk Vetter              | Países Baixos | x    | 6.20 | 6.30 | 6.30      | Recorde da temporada | 943    | 4745  |
| 7       | A     | Carolin Schäfer           | Alemanha      | 6.24 | 19   | x    | 6.24      | Recorde da temporada | 924    | 4772  |
| 8       | A     | Xénia Krizsán             | Hungria       | x    | 6.14 | 6.24 | 6.24      | Recorde da temporada | 924    | 4595  |
| 9       | A     | Lucia Vadlejch            | Eslováquia    | 5.88 | 6.20 | 6.14 | 6.20      |                      | 912    | 4334  |
| 10      | A     | Daryna Sloboda            | Ucrânia       | 5.89 | 6.17 | x    | 6.17      |                      | 902    | 4376  |
| 11      | B     | Louisa Grauvogel          | Alemanha      | 6.02 | 6.15 | 5.92 | 6.15      | Recorde pessoal      | 896    | 4681  |
| 12      | A     | Sarah Lagger              | Áustria       | x    | 6.14 | 5.35 | 6.14      |                      | 893    | 4370  |
| 13      | B     | Lecabela Quaresma         | Portugal      | x    | 6.10 | x    | 6.10      |                      | 880    | 4400  |
| 14      | B     | Verena Preiner            | Áustria       | 5.71 | 6.09 | x    | 6.09      | Recorde pessoal      | 877    | 4554  |
| 15      | A     | Noor Vidts                | Bélgica       | x    | x    | 6.04 | 6.04      |                      | 862    | 4350  |
| 16      | A     | Annik Kälin               | Suíça         | 5.95 | 5.92 | x    | 5.95      |                      | 834    | 4128  |
| 17      | B     | Mareike Arndt             | Alemanha      | x    | 5.91 | 5.91 | 5.91      |                      | 822    | 4490  |
| 18      | B     | Géraldine Ruckstuhl       | Suíça         | 5.83 | 5.90 | x    | 5.90      |                      | 819    | 4386  |
| 19      | B     | Grit Šadeiko              | Estónia       | x    | x    | 5.90 | 5.90      |                      | 819    | 4396  |
| 20      | A     | Rimma Hordiyenko          | Ucrânia       | x    | 5.89 | 5.87 | 5.89      |                      | 816    | 4402  |
| 21      | A     | Esther Turpin             | França        | 5.85 | 4.07 | x    | 5.85      |                      | 804    | 4389  |
| 22      | B     | Alina Shukh               | Ucrânia       | 5.78 | 5.81 | 5.38 | 5.81      |                      | 792    | 4211  |
| 23      | B     | Diane Marie-Hardy         | França        | x    | x    | 5.79 | 5.79      |                      | 786    | 4246  |
| 24      | B     | Györgyi Zsivoczky-Farkas  | Hungria       | x    | x    | 5.77 | 5.77      |                      | 780    | 4326  |
| 25      | B     | Maria Huntington          | Finlândia     | 5.66 | x    | x    | 5.66      |                      | 747    | 4303  |
| 26      | B     | Mari Klaup                | Estónia       | x    | x    | x    | NM        |                      | 0      | 3256  |
| 26      | B     | Lisa Linnel               | Suécia        | x    | x    | –    | NM        |                      | 0      | 3322  |
| 28      | B     | Carmen Ramos              | Espanha       |      |      |      | DNS       |                      |        |       |
| 28      | B     | Bianca Salming            | Suécia        |      |      |      | DNS       |                      |        |       |

### Lançamento de dardo
| Posição | Grupo | Atleta                    | Nacionalidade | #1    | #2    | #3    | Resultado | Notas                | Pontos | Total |
| ------- | ----- | ------------------------- | ------------- | ----- | ----- | ----- | --------- | -------------------- | ------ | ----- |
| 1       | B     | Nafissatou Thiam          | Bélgica       | 46.36 | 53.55 | 57.91 | 57.91     | Recorde pessoal      | 1014   | 5984  |
| 2       | B     | Géraldine Ruckstuhl       | Suíça         | 55.66 | 56.31 | x     | 56.31     | NU23R                | 983    | 5369  |
| 3       | B     | Carolin Schäfer           | Alemanha      | 53.73 | x     | –     | 53.73     | Recorde pessoal      | 932    | 5704  |
| 4       | B     | Anouk Vetter              | Países Baixos | 45.26 | 50.08 | 51.25 | 51.25     |                      | 884    | 5629  |
| 5       | A     | Alina Shukh               | Ucrânia       | 47.89 | 51.20 | 50.80 | 51.20     |                      | 883    | 5094  |
| 6       | B     | Verena Preiner            | Áustria       | 48.79 | 47.16 | x     | 48.79     | Recorde da temporada | 837    | 5391  |
| 7       | A     | Lucia Vadlejch            | Eslováquia    | 40.91 | 41.24 | 48.71 | 48.71     | Recorde pessoal      | 835    | 5169  |
| 8       | B     | Grit Šadeiko              | Estónia       | 46.33 | 48.11 | 47.49 | 48.11     | Recorde da temporada | 824    | 5220  |
| 9       | B     | Ivona Dadic               | Áustria       | 46.64 | 47.42 | 46.00 | 47.42     |                      | 810    | 5615  |
| 10      | B     | Esther Turpin             | França        | 46.65 | x     | 44.00 | 46.65     | Recorde pessoal      | 795    | 5184  |
| 11      | B     | Xénia Krizsán             | Hungria       | 45.45 | 44.02 | 45.06 | 45.45     |                      | 772    | 5367  |
| 12      | A     | Sarah Lagger              | Áustria       | 45.30 | 42.83 | x     | 45.30     |                      | 769    | 5139  |
| 13      | A     | Györgyi Zsivoczky-Farkas  | Hungria       | 43.51 | 44.96 | 45.09 | 45.09     |                      | 765    | 5091  |
| 14      | B     | Kateřina Cachová          | Chéquia       | 44.64 | 44.30 | 42.94 | 44.64     | Recorde da temporada | 757    | 5506  |
| 15      | B     | Louisa Grauvogel          | Alemanha      | 35.39 | 43.29 | 40.45 | 43.29     |                      | 731    | 5412  |
| 16      | A     | Mari Klaup                | Estónia       | 42.96 | –     | –     | 42.96     |                      | 724    | 3980  |
| 17      | B     | Mareike Arndt             | Alemanha      | 42.58 | 41.77 | 41.32 | 42.58     |                      | 717    | 5207  |
| 18      | B     | Katarina Johnson-Thompson | Grã-Bretanha  | 42.16 | 41.47 | 41.31 | 42.16     | Recorde pessoal      | 709    | 5792  |
| 19      | B     | Maria Huntington          | Finlândia     | 38.49 | 39.38 | 41.67 | 41.67     |                      | 700    | 5003  |
| 20      | B     | Rimma Hordiyenko          | Ucrânia       | x     | 5.89  | 5.87  | 5.89      |                      | 699    | 5101  |
| 21      | A     | Annik Kälin               | Suíça         | 40.31 | 37.77 | 40.06 | 40.31     | Recorde da temporada | 673    | 4801  |
| 22      | A     | Daryna Sloboda            | Ucrânia       | 36.35 | 40.06 | 36.60 | 40.06     |                      | 668    | 5044  |
| 23      | A     | Lecabela Quaresma         | Portugal      | 39.27 | x     | 38.29 | 39.27     |                      | 653    | 5053  |
| 24      | A     | Hanne Maudens             | Bélgica       | 36.63 | 38.40 | 34.31 | 38.40     |                      | 637    | 5174  |
| 25      | A     | Diane Marie-Hardy         | França        | x     | 22.20 | 35.14 | 35.14     |                      | 574    | 4820  |
| 26      | A     | Noor Vidts                | Bélgica       | 24.81 | –     | 23.88 | 24.81     |                      | 379    | 4729  |
| 27      | A     | Lisa Linnel               | Suécia        |       |       |       | DNS       |                      |        |       |
| 27      | A     | Carmen Ramos              | Espanha       |       |       |       | DNS       |                      |        |       |
| 27      | A     | Bianca Salming            | Suécia        |       |       |       | DNS       |                      |        |       |

### 800 metros
| Posição | Bateria | Atleta                    | Nacionalidade | Tempo   | Notas                | Pontos | Total |
| ------- | ------- | ------------------------- | ------------- | ------- | -------------------- | ------ | ----- |
| 1       | 2       | Xénia Krizsán             | Hungria       | 2:07.61 |                      | 1000   | 6367  |
| 2       | 1       | Diane Marie-Hardy         | França        | 2:09.35 | Recorde pessoal      | 974    | 5794  |
| 3       | 3       | Katarina Johnson-Thompson | Grã-Bretanha  | 2:09.84 | Recorde da temporada | 967    | 6759  |
| 4       | 1       | Daryna Sloboda            | Ucrânia       | 2:10.63 |                      | 955    | 5999  |
| 5       | 3       | Verena Preiner            | Áustria       | 2:11.29 |                      | 946    | 6337  |
| 6       | 3       | Ivona Dadic               | Áustria       | 2:11.87 | Recorde da temporada | 937    | 6552  |
| 7       | 2       | Hanne Maudens             | Bélgica       | 2:12.41 |                      | 930    | 6104  |
| 8       | 2       | Sarah Lagger              | Áustria       | 2:13.14 |                      | 919    | 6058  |
| 9       | 2       | Esther Turpin             | França        | 2:13.87 |                      | 909    | 6093  |
| 10      | 3       | Carolin Schäfer           | Alemanha      | 2:14.65 | Recorde da temporada | 898    | 6602  |
| 11      | 1       | Lecabela Quaresma         | Portugal      | 2:14.70 |                      | 897    | 5950  |
| 12      | 3       | Kateřina Cachová          | Chéquia       | 2:14.91 |                      | 894    | 6400  |
| 13      | 2       | Alina Shukh               | Ucrânia       | 2:15.09 |                      | 891    | 5985  |
| 14      | 3       | Géraldine Ruckstuhl       | Suíça         | 2:15.13 |                      | 891    | 6260  |
| 15      | 1       | Noor Vidts                | Bélgica       | 2:16.69 |                      | 869    | 5598  |
| 16      | 2       | Grit Šadeiko              | Estónia       | 2:18.78 |                      | 840    | 6060  |
| 17      | 3       | Nafissatou Thiam          | Bélgica       | 2:19.35 |                      | 832    | 6816  |
| 18      | 2       | Rimma Hordiyenko          | Ucrânia       | 2:22.23 | Recorde pessoal      | 793    | 5894  |
| 19      | 3       | Anouk Vetter              | Países Baixos | 2:22.84 | Recorde da temporada | 785    | 6414  |
| 20      | 1       | Annik Kälin               | Suíça         | 2:23.95 |                      | 771    | 5572  |
| 21      | 1       | Maria Huntington          | Finlândia     | 2:27.25 |                      | 728    | 5731  |
| 22      | 2       | Lucia Vadlejch            | Eslováquia    | DSQ     | 163.3 (a)            | 0      | 5169  |
| 23      | 2       | Mareike Arndt             | Alemanha      | DNS     |                      |        |       |
| 23      | 3       | Louisa Grauvogel          | Alemanha      | DNS     |                      |        |       |
| 23      | 1       | Mari Klaup                | Estónia       | DNS     |                      |        |       |
| 23      | 1       | Györgyi Zsivoczky-Farkas  | Hungria       | DNS     |                      |        |       |

Nota: Mareike Arndt e Louisa Grauvogel se envolveram em um acidente de carro entre as sessões do segundo dia e foram levadas para o hospital, o que as forçou a desistir do último evento. 

## Resultado final
| Posição           | Atleta                    | Nacionalidade | Pontos | Notas                |
| ----------------- | ------------------------- | ------------- | ------ | -------------------- |
| Medalha de ouro   | Nafissatou Thiam          | Bélgica       | 6816   | Melhor marca do ano  |
| Medalha de prata  | Katarina Johnson-Thompson | Grã-Bretanha  | 6759   | Recorde pessoal      |
| Medalha de bronze | Carolin Schäfer           | Alemanha      | 6602   | Recorde da temporada |
| 4                 | Ivona Dadic               | Áustria       | 6552   | Recorde nacional     |
| 5                 | Anouk Vetter              | Países Baixos | 6414   |                      |
| 6                 | Kateřina Cachová          | Chéquia       | 6400   | Recorde pessoal      |
| 7                 | Xénia Krizsán             | Hungria       | 6367   |                      |
| 8                 | Verena Preiner            | Áustria       | 6337   | Recorde pessoal      |
| 9                 | Géraldine Ruckstuhl       | Suíça         | 6260   |                      |
| 10                | Hanne Maudens             | Bélgica       | 6104   |                      |
| 11                | Esther Turpin             | França        | 6093   |                      |
| 12                | Grit Šadeiko              | Estónia       | 6060   |                      |
| 13                | Sarah Lagger              | Áustria       | 6058   |                      |
| 14                | Daryna Sloboda            | Ucrânia       | 5999   |                      |
| 15                | Alina Shukh               | Ucrânia       | 5985   |                      |
| 16                | Lecabela Quaresma         | Portugal      | 5950   | Recorde da temporada |
| 17                | Rimma Hordiyenko          | Ucrânia       | 5894   |                      |
| 18                | Diane Marie-Hardy         | França        | 5794   |                      |
| 19                | Maria Huntington          | Finlândia     | 5731   |                      |
| 20                | Noor Vidts                | Bélgica       | 5598   |                      |
| 21                | Annik Kälin               | Suíça         | 5572   |                      |
| 22                | Lucia Vadlejch            | Eslováquia    | 5169   |                      |
| 23                | Mareike Arndt             | Alemanha      | DNF    |                      |
| 24                | Louisa Grauvogel          | Alemanha      | DNF    |                      |
| 25                | Mari Klaup                | Estónia       | DNF    |                      |
| 26                | Györgyi Zsivoczky-Farkas  | Hungria       | DNF    |                      |
| 27                | Lisa Linnel               | Suécia        | DNF    |                      |
| 28                | Carmen Ramos              | Espanha       | DNF    |                      |
| 28                | Bianca Salming            | Suécia        | DNF    |                      |

Legenda
| Recorde mundial       | Recorde mundial (World record)               |                       | Recorde africano                      | Recorde africano (African) |                                           | Q | Classificado por posição (Qualified) |
| Recorde do campeonato | Recorde do campeonato (Championship record)  | Recorde da América    | Recorde da América (Americas)         | q                          | Classificado por melhor tempo (Qualified) |   |                                      |
| Melhor marca do ano   | Melhor marca do ano (World leading)          | Recorde asiático      | Recorde asiático (Asian)              | DNS                        | Não largou (Did not start)                |   |                                      |
| Recorde nacional      | Recorde nacional (National record)           | Recorde europeu       | Recorde europeu (European)            | DNF                        | Não terminou (Did not finish)             |   |                                      |
| Recorde pessoal       | Recorde pessoal do atleta (Personal best)    | Recorde da Oceania    | Recorde da Oceania (Oceania)          | DSQ / DQ                   | Desclassificado (Disqualified)            |   |                                      |
| Recorde da temporada  | Recorde da temporada do atleta (Season best) | Recorde sul-americano | Recorde sul-americano (South America) | NM                         | Sem marca (No mark)                       |   |                                      |